# Französische Rugby-Union-Meisterschaft 1932/33
Die Saison 1932/33 war die 37. Austragung der französischen Rugby-Union-Meisterschaft (französisch Championnat de France de rugby à XV). Sie umfasste 54 Mannschaften in der ersten Division (heutige Top 14).
In den Saisons 1930/31 und 1931/32 gab es eine weitere Meisterschaft des dissidenten Verbandes Union française de rugby amateur (UFRA). Er hatte sich von der Fédération française de rugby abgespalten, um gegen den Scheinamateurismus zu protestieren, der den französischen Rugbysport erfasst und zum Ausschluss aus den Five Nations geführt hatte. Zwölf UFRA-Vereine kehrten auf die Saison 1932/33 hin wieder zur offiziellen Meisterschaft zurück.
Diese begann mit der Gruppenphase, bei der in sechs Gruppen je neun Mannschaften aufeinander trafen. Dabei zog jeweils der Erstplatzierte in die Finalqualifikation ein. Die sechs schlechtesten aller übrigen Mannschaften stiegen in die zweite Division ab. In der Finalqualifikation gab es zwei Dreiergruppen, wobei sich jeweils der Erstplatzierte für das Endspiel um den Bouclier de Brennus qualifizierte. Dieses fand am 7. Mai 1933 im Parc Lescure in Bordeaux statt. Dabei setzte sich Lyon Olympique Universitaire gegen den RC Narbonne durch und errang zum zweiten Mal den Meistertitel.

## Gruppenphase
|    | Team               | Siege | Unent. | Ndlg. | Spiel- punkte | Diff. | Tabellen- punkte |
| -- | ------------------ | ----- | ------ | ----- | ------------- | ----- | ---------------- |
| 1. | Section Paloise    | 7     | 0      | 1     | 91:21         | + 70  | 22               |
| 2. | Boucau Stade       | 6     | 2      | 0     | 61:12         | + 49  | 22               |
| 3. | SC Albi            | 5     | 1      | 2     | 79:39         | + 40  | 19               |
| 4. | Stadoceste Tarbais | 4     | 1      | 3     | 68:44         | + 24  | 17               |
| 5. | AS Soustons        | 4     | 1      | 3     | 31:27         | + 4   | 17               |
| 6. | TOEC               | 3     | 1      | 4     | 43:31         | + 12  | 15               |
| 7. | FC Auch            | 2     | 0      | 6     | 30:68         | − 38  | 12               |
| 8. | SC Pamiers         | 1     | 1      | 6     | 15:123        | − 108 | 11               |
| 9. | US Tyrosse         | 0     | 1      | 7     | 8:61          | − 53  | 9                |

|    | Team             | Siege | Unent. | Ndlg. | Spiel- punkte | Diff. | Tabellen- punkte |
| -- | ---------------- | ----- | ------ | ----- | ------------- | ----- | ---------------- |
| 1. | Aviron Bayonnais | 5     | 1      | 2     | 66:9          | + 57  | 19               |
| 2. | SU Agen          | 4     | 2      | 2     | 55:27         | + 28  | 18               |
| 3. | Stade Bordelais  | 4     | 2      | 2     | 40:34         | + 6   | 18               |
| 4. | SA Bordeaux      | 3     | 2      | 2     | 56:29         | + 27  | 17               |
| 5. | UA Gujan-Mestras | 4     | 0      | 4     | 41:33         | + 8   | 16               |
| 6. | FC Lourdes       | 4     | 0      | 4     | 39:54         | − 15  | 16               |
| 7. | Stade Hendayais  | 4     | 0      | 4     | 44:83         | − 39  | 16               |
| 8. | US Dax           | 2     | 3      | 3     | 18:24         | − 6   | 15               |
| 9. | US Coarraze-Nay  | 0     | 1      | 7     | 14:80         | − 66  | 9                |

Der genaue Grund für den Abstieg von US Dax ist nicht bekannt. Wegen der Fusion der beiden Vereine aus Perpignan entging die US Tyrosse dem Abstieg.
|    | Team               | Siege | Unent. | Ndlg. | Spiel- punkte | Diff. | Tabellen- punkte |
| -- | ------------------ | ----- | ------ | ----- | ------------- | ----- | ---------------- |
| 1. | UA Libourne        | 6     | 0      | 2     | 46:32         | + 14  | 20               |
| 2. | Biarritz Olympique | 5     | 2      | 1     | 95:19         | + 76  | 20               |
| 3. | CA Bègles          | 5     | 2      | 1     | 65:16         | + 49  | 20               |
| 4. | AS Bayonne         | 4     | 2      | 2     | 38:15         | + 23  | 18               |
| 5. | SC Angoulême       | 4     | 0      | 4     | 49:39         | + 10  | 16               |
| 6. | CA Périgueux       | 4     | 0      | 4     | 41:38         | + 3   | 16               |
| 7. | FC Oloron          | 3     | 1      | 4     | 34:45         | − 11  | 15               |
| 8. | US Bergerac        | 1     | 1      | 6     | 27:71         | − 44  | 11               |
| 9. | Peyrehorade SR     | 0     | 0      | 8     | 3:123         | − 120 | 8                |

|    | Team                | Siege | Unent. | Ndlg. | Spiel- punkte | Diff. | Tabellen- punkte |
| -- | ------------------- | ----- | ------ | ----- | ------------- | ----- | ---------------- |
| 1. | RC Narbonne         | 8     | 0      | 0     | 71:14         | + 57  | 24               |
| 2. | Stade Toulousain    | 5     | 2      | 1     | 71:22         | + 49  | 20               |
| 3. | US Carcassonne      | 4     | 1      | 3     | 54:18         | + 36  | 17               |
| 4. | AS Bort-les-Orgues  | 3     | 3      | 2     | 30:43         | − 13  | 17               |
| 5. | US Thuir            | 2     | 2      | 4     | 24:42         | − 18  | 14               |
| 6. | Arléquins Perpignan | 2     | 2      | 4     | 14:43         | − 29  | 14               |
| 7. | US Quillan          | 2     | 1      | 5     | 34:37         | − 3   | 13               |
| 8. | US Montauban        | 2     | 1      | 5     | 28:70         | − 42  | 13               |
| 9. | CA Brive            | 0     | 4      | 4     | 12:49         | − 37  | 12               |

|    | Team            | Siege | Unent. | Ndlg. | Spiel- punkte | Diff. | Tabellen- punkte |
| -- | --------------- | ----- | ------ | ----- | ------------- | ----- | ---------------- |
| 1. | RC Toulon       | 6     | 0      | 2     | 99:21         | + 78  | 20               |
| 2. | AS Béziers      | 6     | 0      | 2     | 75:46         | + 29  | 20               |
| 3. | FC Grenoble     | 5     | 1      | 2     | 92:33         | + 59  | 19               |
| 4. | CS Vienne       | 5     | 1      | 2     | 53:37         | + 16  | 19               |
| 5. | US Perpignan    | 4     | 1      | 3     | 59:44         | + 15  | 17               |
| 6. | Valence Sportif | 3     | 0      | 5     | 42:71         | − 29  | 14               |
| 7. | US Oyonnax      | 2     | 2      | 4     | 34:98         | − 64  | 14               |
| 8. | Stade Pézenas   | 1     | 3      | 4     | 30:43         | − 13  | 13               |
| 9. | FC Lyon         | 0     | 0      | 8     | 14:105        | − 91  | 8                |

|    | Team                  | Siege | Unent. | Ndlg. | Spiel- punkte | Diff. | Tabellen- punkte |
| -- | --------------------- | ----- | ------ | ----- | ------------- | ----- | ---------------- |
| 1. | Lyon OU               | 7     | 0      | 1     | 95:32         | + 63  | 22               |
| 2. | CASG Paris            | 6     | 0      | 2     | 101:45        | + 56  | 20               |
| 3. | Stade Français        | 5     | 1      | 2     | 58:25         | + 33  | 19               |
| 4. | AS Montferrand        | 4     | 1      | 3     | 106:55        | + 51  | 17               |
| 5. | FC Saint-Claude       | 4     | 0      | 4     | 40:57         | − 17  | 16               |
| 6. | USA Limoges           | 3     | 0      | 5     | 36:109        | − 73  | 14               |
| 7. | Racing Club de France | 2     | 0      | 6     | 45:73         | − 28  | 12               |
| 8. | AS Roanne             | 2     | 0      | 6     | 28:69         | − 41  | 12               |
| 9. | SS Primevères         | 2     | 0      | 6     | 36:80         | − 44  | 12               |

## Finalqualifikation
|    | Team             | Siege | Unent. | Ndlg. | Spiel- punkte | Diff. | Tabellen- punkte |
| -- | ---------------- | ----- | ------ | ----- | ------------- | ----- | ---------------- |
| 1. | RC Narbonne      | 2     | 0      | 0     | 17:0          | + 17  | 4                |
| 2. | Aviron Bayonnais | 1     | 0      | 1     | 15:24         | − 9   | 2                |
| 3. | RC Toulon        | 0     | 0      | 2     | 10:18         | − 8   | 0                |

|    | Team            | Siege | Unent. | Ndlg. | Spiel- punkte | Diff. | Tabellen- punkte |
| -- | --------------- | ----- | ------ | ----- | ------------- | ----- | ---------------- |
| 1. | Lyon OU         | 1     | 0      | 1     | 12:8          | + 4   | 2                |
| 2. | Section Paloise | 1     | 0      | 1     | 11:8          | + 3   | 2                |
| 3. | UA Libourne     | 1     | 0      | 1     | 5:12          | − 7   | 2                |

## Finale
| 7. Mai 1933 | Lyon Olympique Universitaire | 10 : 3 | RC Narbonne | Parc Lescure, Bordeaux Zuschauer: 15.000 Schiedsrichter: Abel Martin |
| 7. Mai 1933 | Bericht                      |        |             | Parc Lescure, Bordeaux Zuschauer: 15.000 Schiedsrichter: Abel Martin |

Aufstellungen
Lyon Olympique Universitaire: Léopold Barrère, Georges Battle, Billerach, Jean Brial, Fernand Cartier, Vincent Graule, Joseph Griffard, Albert Janoglio, Lucien Laffont, Henri Marty, Fleury Panel, Jean Rat, Noêl Salzet, Jean Siré, Louis Vallin
RC Narbonne: René Araou, Roger Bricchi, Albert Cauneille, Joseph Choy, Émile Clottes, Alexandre Iche, Alphonse Jalabert, Honoré Laffont, François Lombard, André Laroche, André Pinol, Marcel Raynaud, Albert Sanguerra, Pierre Tisseyre, Francis Vals